# Vintage

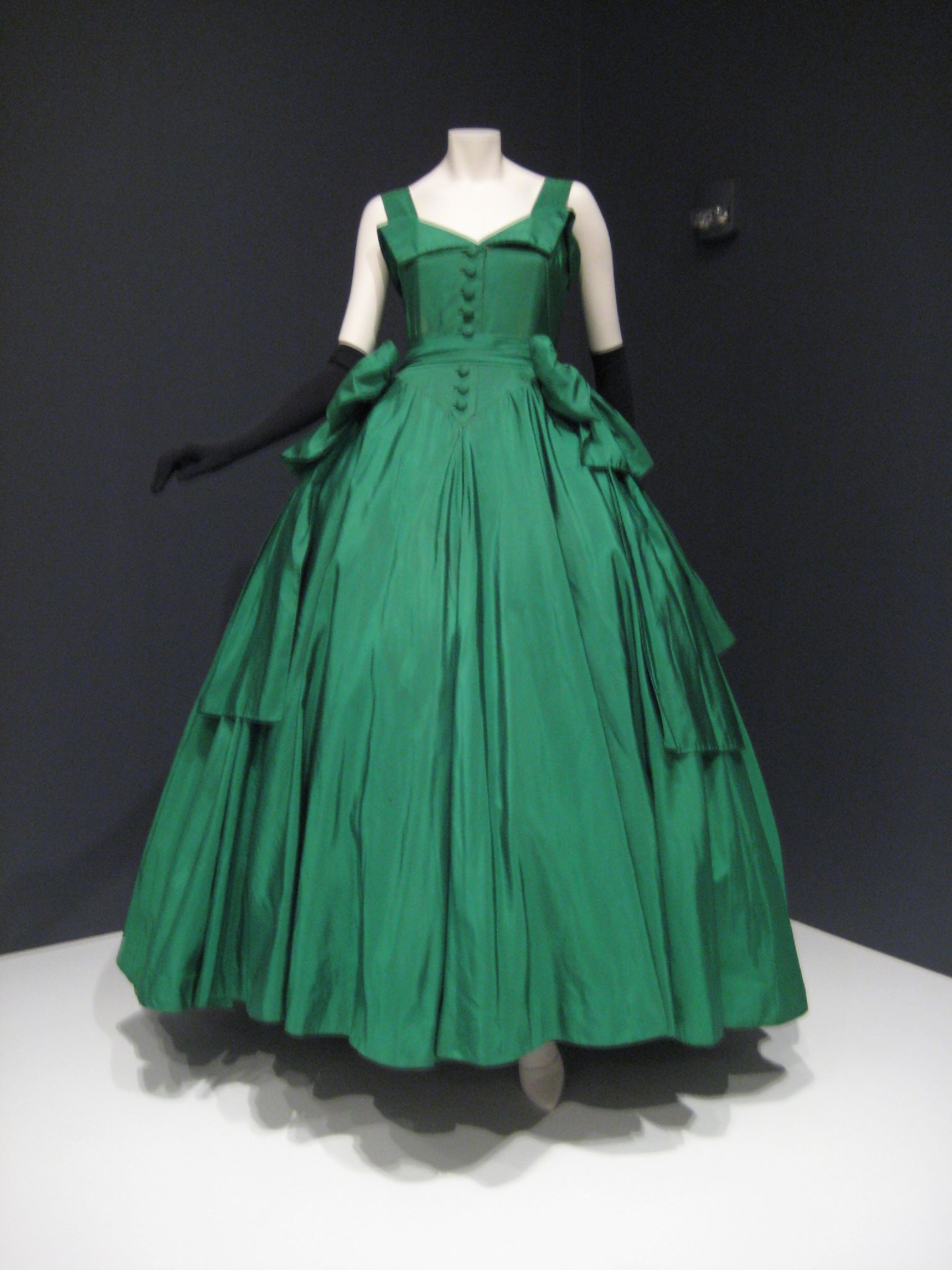
Vestito vintage di Christian Dior originale del 1954 esposto all'Indianapolis Museum of Art

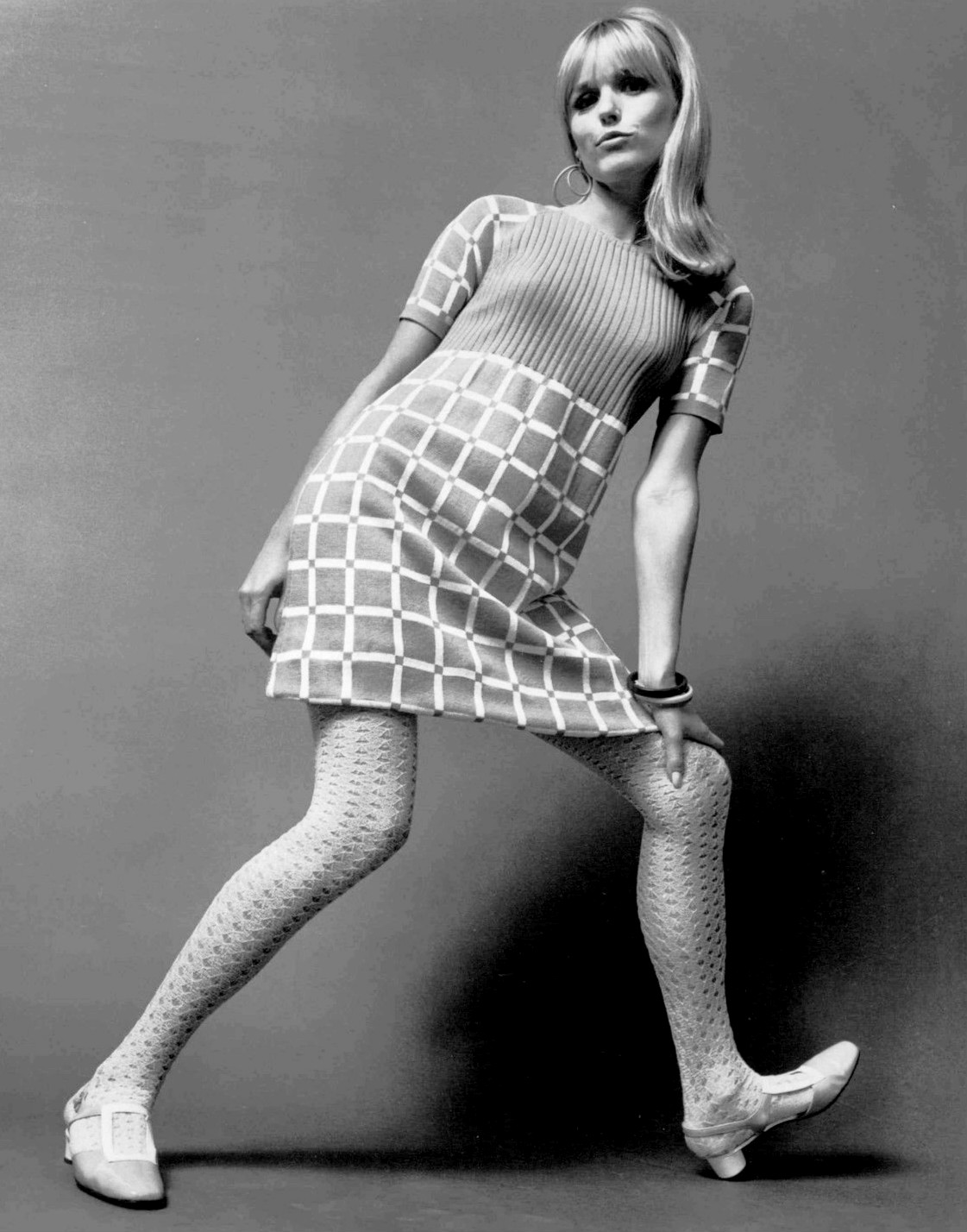
Modella degli anni sessanta che incarna lo stile dell'epoca

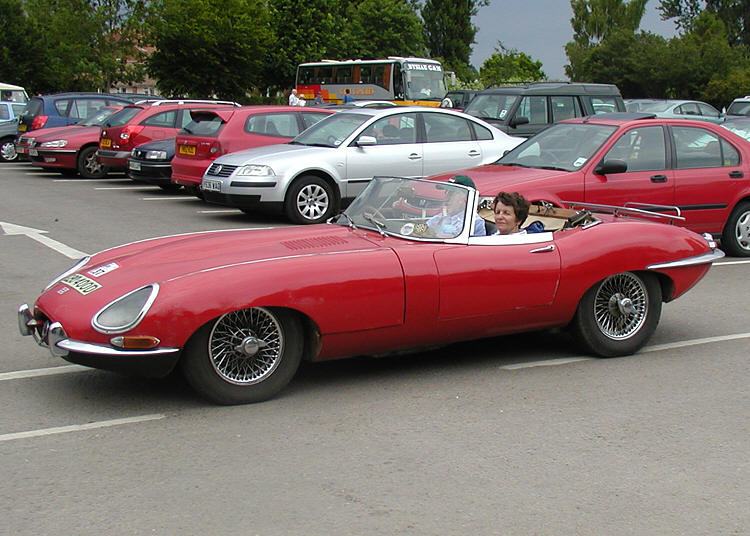
Jaguar E-Type, una della auto di lusso più importanti degli anni sessanta

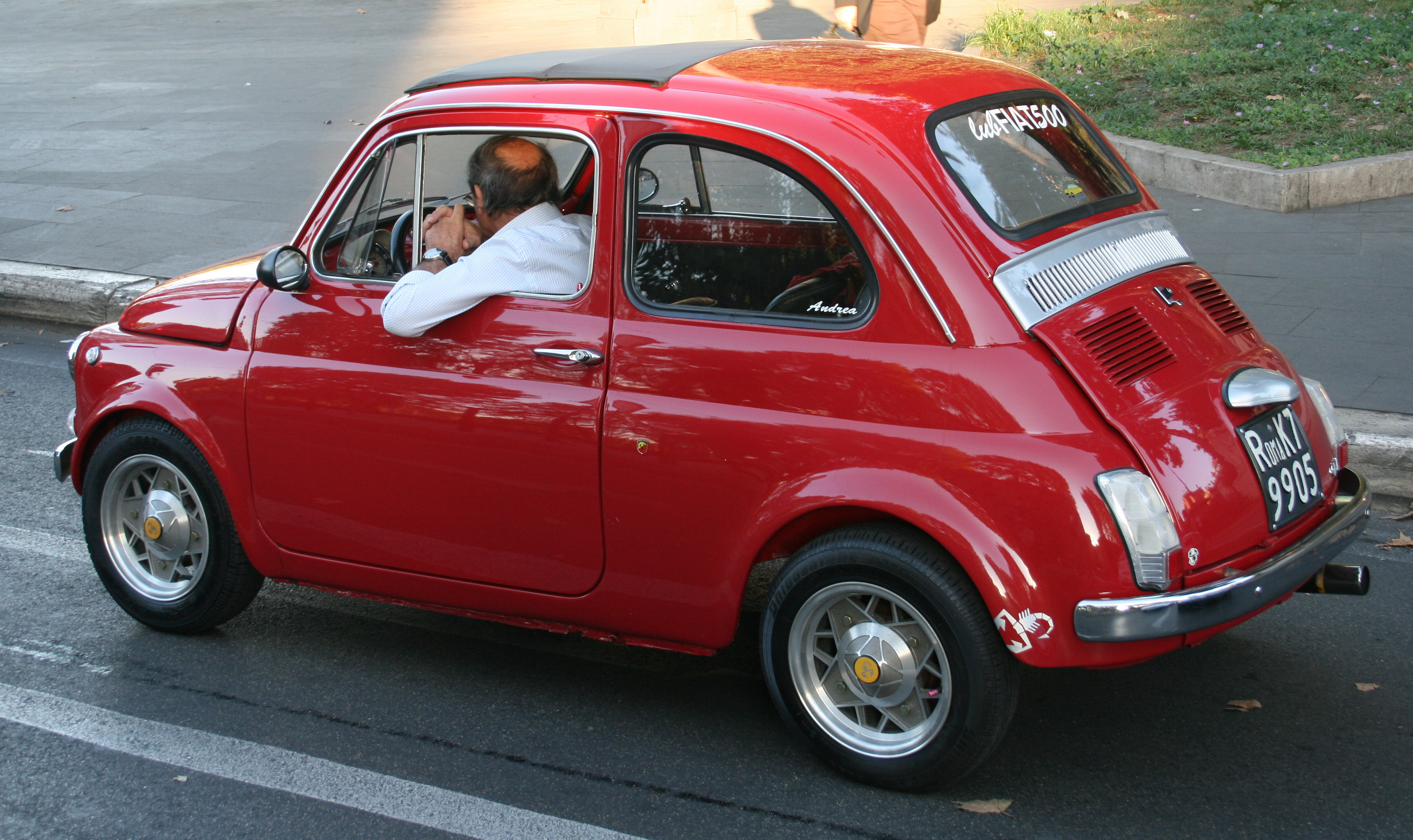
La Fiat Nuova 500 è rimasta uno dei modelli più significativi nella storia

Vintage (pronuncia inglese [ˈvɪntɪʤ], pronuncia francese [vɛ̃ˈtaʒ]) è un attributo che definisce le qualità e il valore di un oggetto indossato o prodotto almeno vent'anni prima del momento attuale, e che può altresì essere riferito a secoli passati senza necessariamente essere circoscritto al XX secolo.
Il vocabolo deriva dal francese antico vint (venti) age (anni), inteso come prodotto almeno vent'anni prima. Nello stesso modo in cui alcuni vini, invecchiando, acquistano caratteristiche che li rendono più pregiati, anche gli oggetti e i prodotti dell'industria culturale acquisiscono maggior valore nel tempo.
Il termine vintage è stato poi utilizzato per identificare la qualità superiore degli oggetti considerati di "culto" per differenti ragioni, tra le quali la qualità superiore con cui sono stati prodotti, se confrontanti ad altre produzioni precedenti o successive dello stesso manufatto e specialmente per l'irripetibilità e la non riproducibilità che li contraddistingue, o per ragioni legate a motivi di cultura o costume.
Tale appellativo può essere applicato a oggetti e prodotti di varia natura che sono identificativi di una determinata epoca tra cui abbigliamento, accessori, gioielli, oggetti di design e automobili.

## Definizione
Un prodotto può essere definito autenticamente vintage se, oltre a rispecchiare il fascino del passato, presenta alcuni requisiti legati alla rarità estetica e manifatturiera di quel prodotto:
- Data: è necessario considerare l'età degli oggetti e dei capi. I prodotti possono essere definiti vintage se risalgono ad almeno due decenni precedenti (20 anni prima) al periodo contemporaneo. Laddove i prodotti siano antecedenti di un secolo (10 decenni o 100 anni prima), si parla di oggetti di antiquariato.[3] Per cui, nel 2020 (ad esempio) la caratteristica vintage può essere attribuita solo ai prodotti che risalgono fino agli anni venti.
- Qualità: i prodotti sono caratterizzati da un design e da una manifattura di pregio, oltre ad essere difficilmente riproducibili. Spesso i prodotti vintage sono dei “pezzi unici”, se riferiti a oggetti fatti a mano.[3] Il fatto che il prodotto sia di qualità elevata è un requisito fondamentale sia nel caso in cui appartenga a un brand di fama, sia in cui sia di un produttore non identificabile.[3]
- Stile rappresentativo di una determinata epoca: i prodotti sono spesso prodotti iconici, che richiamano uno specifico momento storico e incarnano le caratteristiche sociali e di costume di una specifica epoca. È per questo che molti oggetti vintage, che sono identificativi di designer e artisti e di un particolare momento storico, diventano opere esposte nei musei.[3] È proprio il legame col passato che conferisce ai prodotti un particolare pregio e spesso li distingue dai corrispettivi prodotti nell'epoca contemporanea, creati in serie e largamente reperibili.[3]
- Marchio: per definire un prodotto come vintage non è fondamentale che appartenga a un marchio famoso proprio perché l'appellativo si riferisce alla qualità intrinseca del manufatto.[3] Al contempo, nel tempo sono stati creati pezzi che, proprio per via dei designer che li hanno ideati o dei testimonial che li hanno resi celebri, sono diventati iconici e sono rimasti celebri nell'immaginario collettivo, diventando i più ricercati, desiderati e rinomati.[3]
- Rarità merceologica: dovuta non solo alla sua irripetibilità nel mercato contemporaneo ma anche ai materiali impiegati nella realizzazione del prodotto - che sono caduti in disuso o sono diventati introvabili - oppure al processo produttivo, basato su particolari lavorazioni oggi non più realizzate per via del costo eccessivo.[3]

### Nella moda
Nello specifico ambito del fashion, si utilizza il termine vintage per definire anche la moda d'epoca, intesa come patrimonio storico e culturale rappresentato da importanti capi d'abbigliamento, accessori, bijoux e altri oggetti di vanità. Comunemente, questa branca del vintage è definita in francese come mode vintage e in inglese come vintage fashion.

## Storia

### Il secondo dopoguerra
Negli anni cinquanta, dopo la seconda guerra mondiale, un ruolo fondamentale lo ebbero i giovani, andando a costituire le cosiddette “sottoculture giovanili” che, in concomitanza con il cambiamento sociale, politico ed economico, ricercarono un proprio stile, irriverente e anticonformista. L'abbigliamento, insieme alle specifiche scelte in campo musicale e sportivo, rappresentava uno dei codici attraverso cui tali sottoculture intendevano distinguersi dal resto della società e, in particolare, dalla cultura mainstream. È in questo contesto che nacquero i mercatini di prodotti e vestiti vintage. Uno dei primi e dei più famosi fu quello degli esistenzialisti di Parigi, giovani che non avevano lavoro e vendevano prodotti e capi usati.

### Gli anni sessanta e settanta: la cultura hippy
Il vintage ritornò in auge a pieno titolo negli anni sessanta e settanta, quando il trend fu ripreso e reso celebre dalla cosiddetta cultura hippy (o hippie), espressione dell'omonimo movimento di stampo anticapitalista che, in sintonia con le proprie posizioni e idee, faceva sempre più ricorso ad abiti e capi vintage e di seconda mano, che permettevano loro di esprimere la propria creatività e il proprio animo ribelle. Il tentativo era distinguersi dalle classi più abbienti e dai vestiti dei marchi di moda più noti. È in questo periodo che nacque il mercato del vintage, con i suoi negozi appositamente dedicati. In quel periodo, tuttavia, il vintage rimase vincolato al concetto di “seconda mano” e di “usato”.

### Gli anni ottanta e novanta
Bisogna aspettare gli anni ottanta perché inizi a prendere piede il concetto di “stile vintage” e perché il passato diventi fonte di ispirazione per gli stili contemporanei, basati sulla ripresa delle tendenze delle epoche precedenti. È però negli anni novanta che la tendenza vintage si consolidò e prese forma il concetto moderno di vintage. Infatti è in quel periodo che il vintage passò definitivamente dall'essere un atto per ribellarsi contro la società consumistica a essere una tendenza in voga nell'industria della moda. La tendenza vintage si diffuse anche nello star system, tanto che nei red carpet e negli eventi più importanti le celebrità iniziarono a indossare abiti vintage precedentemente usati da altre celebrità, pratica che si è sempre più diffusa e che oggi si è consolidata.

## Stile vintage

### Differenza vintage e rétro
Il termine vintage viene spesso confuso con il concetto di rétro. Il termine rétro (abbreviazione dal francese rétrospectif, retrospettivo), indica tutti i prodotti e i manufatti che sono ispirati alle estetiche, alle forme e agli stili in voga in epoche del passato.  Spesso viene erroneamente utilizzato come dispregiativo a indicare un valore inferiore dell'oggetto a cui si riferisce. Mentre vintage indica oggetti autentici prodotti in decadi passate e, quindi, è un concetto strettamente legato al periodo in cui sono stati creati e messi in produzione, rétro si riferisce a oggetti anche moderni, per cui di fatto anche nuovi e/o frutto di produzioni contemporanee, ma che nel loro aspetto riprendono e riproducono mode e stili del passato.
I due concetti possono essere in relazione. Gli oggetti vintage hanno un aspetto rétro, ma non tutti i manufatti dall'estetica rétro sono oggetti d'epoca. Nell'ambito della moda, sempre di più gli stilisti creano collezioni di abiti e accessori che emulano le mode delle passate decadi.
Nei tempi più recenti, rétro viene usato da molti commercianti per indicare i capi creati dopo il 1960.

### Differenza vintage e remake
Con il termine remake si intende la produzione di tutti i capi e gli accessori moda realizzati nell'epoca contemporanea ma che imitano o riproducono modelli o estetiche di collezioni realizzate in epoche precedenti.

### Differenza vintage e seconda mano
Spesso si tende a considerare vintage ciò che è definito di seconda mano. Un prodotto è considerato di seconda mano se è stato posseduto almeno da un'altra persona. A differenza degli articoli vintage, i prodotti di seconda mano possono essere stati prodotti in qualsiasi periodo storico, più o meno recente. Il valore degli oggetti di seconda mano, specialmente di abiti e borse di marchi di moda importanti e famosi, dipende dalla qualità, dalle condizioni in cui è stato tenuto e dal prezzo a cui è stato originariamente venduto.

### Moda
Nell'ambito della moda, lo stile vintage è attribuito a tutti i capi e gli accessori che si ispirano alle estetiche che hanno caratterizzato i decenni passati. Ogni decennio è caratterizzato da trend ed elementi codificati che lo caratterizzano e lo rendono riconoscibile e riproducibile.

#### Anni 1920

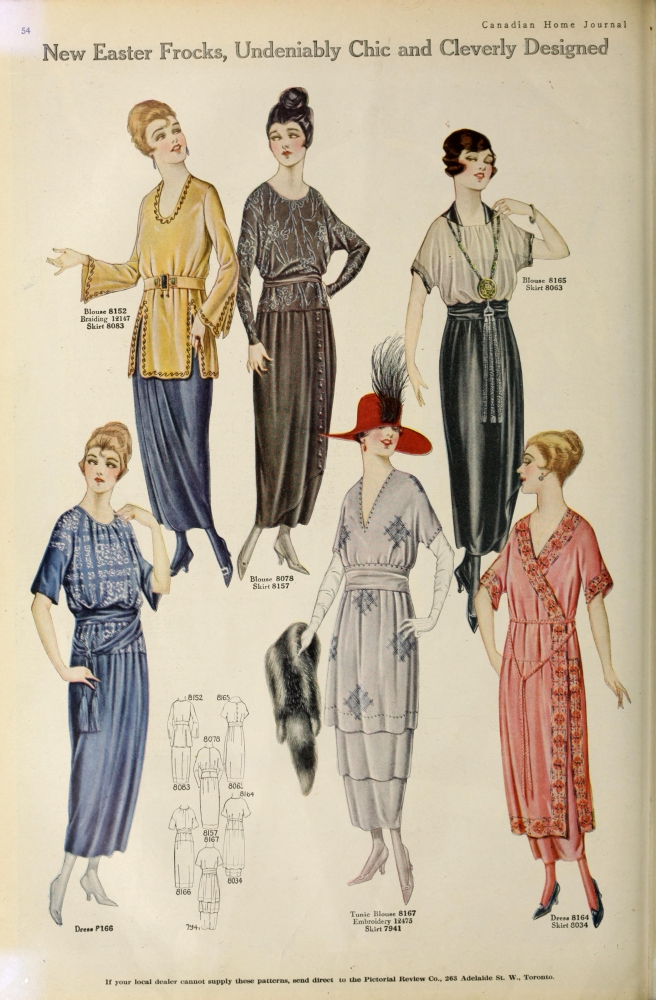
Abiti e modelli rappresentativi dello stile vintage degli anni venti

Una delle tendenze riprese nella moda femminile per ricreare uno “stile vintage anni venti” è lo stile flapper, che ricalca l'abbigliamento che le donne di quell'epoca portavano e che era per l'epoca assai provocatorio: trasparenze, abiti corti a veste, totalmente destrutturati e che non segnavano la vita, che permettevano di liberarsi da bustini e corsetti, permettendo così alle donne dell'élite di ballare e di muoversi con agio.
Gli accessori risentivano fortemente l'influenza dell'Art déco, così come i ricami e i motivi geometrici degli abiti, e riprendevano anche lo stile egiziano.
Tipici dello stile degli anni venti diventarono così le lunghe collane di perle, accessori da portare sul capo, le piume, le frange, le decorazioni di perline e le piccole borse riccamente decorate.
Le icone dello stile vintage degli anni venti sono Clara Bow, spesso considerata la prima flapper girl, e le attrici Marlene Dietrich e Greta Garbo.

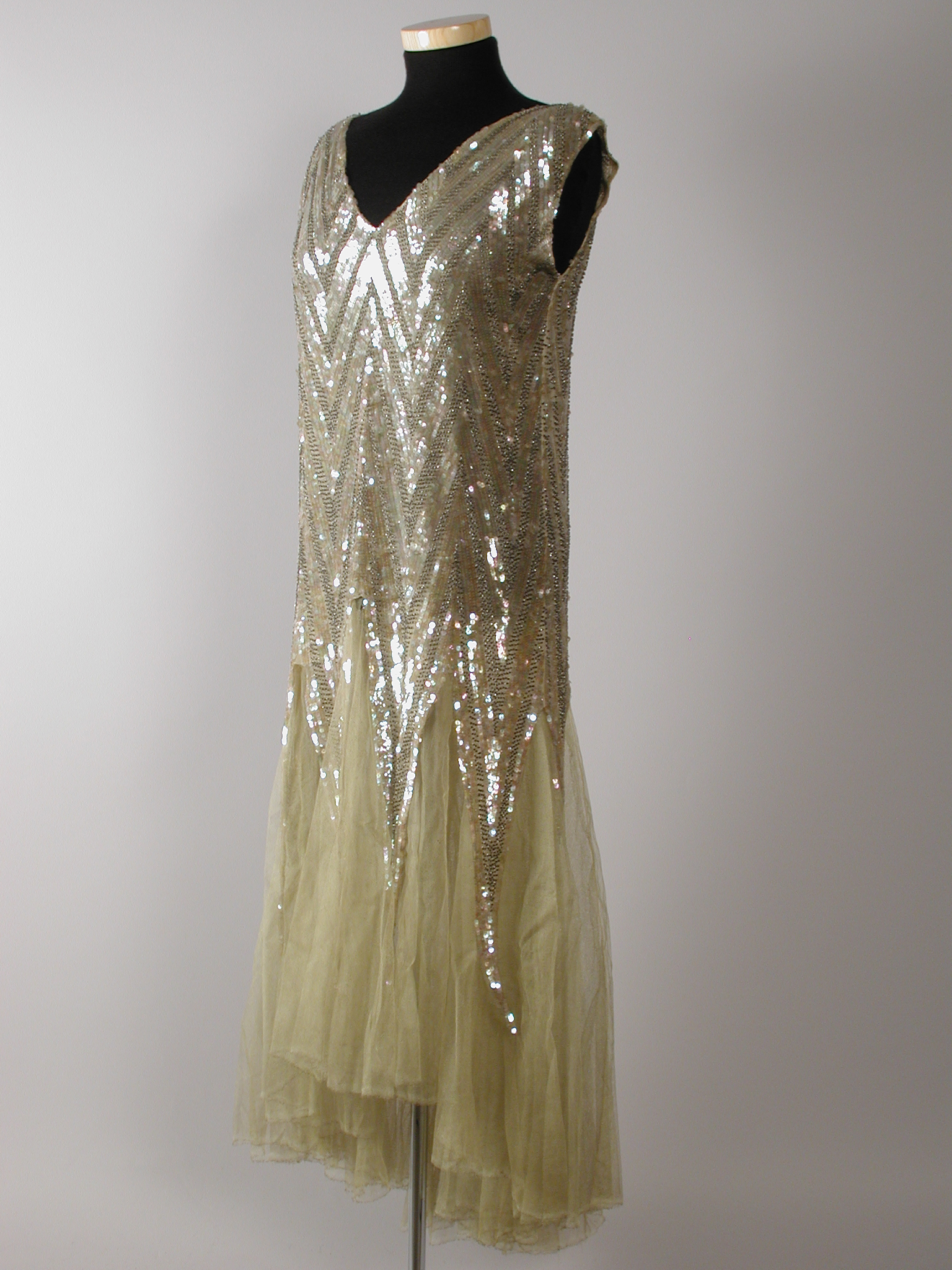
Vestito con paillettes in stile vintage anni venti

#### Anni 1930
Gli elementi che identificano gli anni trenta sono le gonne longuette la cui lunghezza non supera il ginocchio, gli abiti con taglio a sbieco, i vestiti in lamé, le stole e i dettagli in pelliccia.
Grande importanza assunsero gli accessori, nello specifico i cappelli, che diventarono un must-have e un accessorio iconico di quell'epoca in diversi modelli, specialmente quelli a falda tesa larga, il basco e la fedora.
Come negli anni venti, anche durante gli anni trenta le icone di stile sono le attrici e le star hollywoodiane.

#### Anni 1940

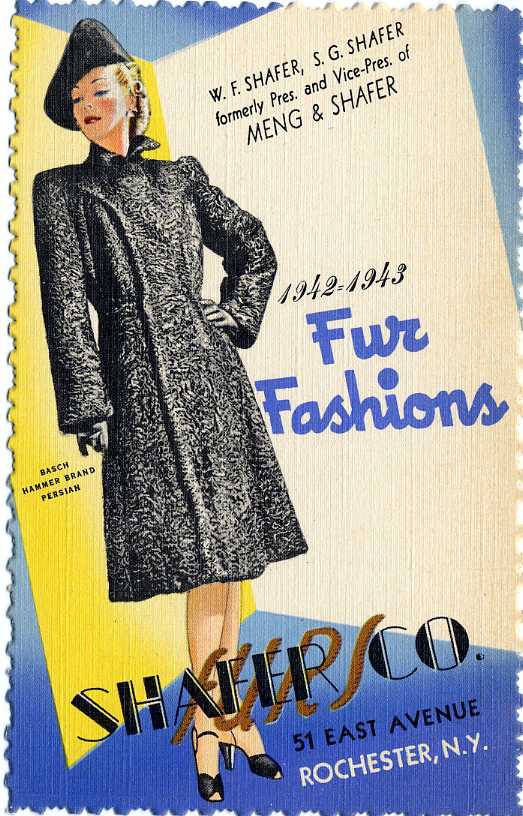
Pubblicità di moda del 1942

I trend più ripresi nel riprodurre lo stile vintage anni quaranta sono i tailleur che richiamano lo stile delle divise militari, le gonne a ruota e a vita stretta, le fantasie a pois. In generale, all'epoca si prediligeva un abbigliamento che unisse praticità e professionalità, dando origine al cosiddetto “look utility”, sviluppatosi in relazione alle necessità di praticità di quel periodo storico. Per via di tale esigenze, fecero la loro comparsa nella moda femminile anche le scarpe basse in stile maschile.
Le maggiori icone della moda femminile diventano Betty Davis e Rita Hayworth.

#### Anni 1950

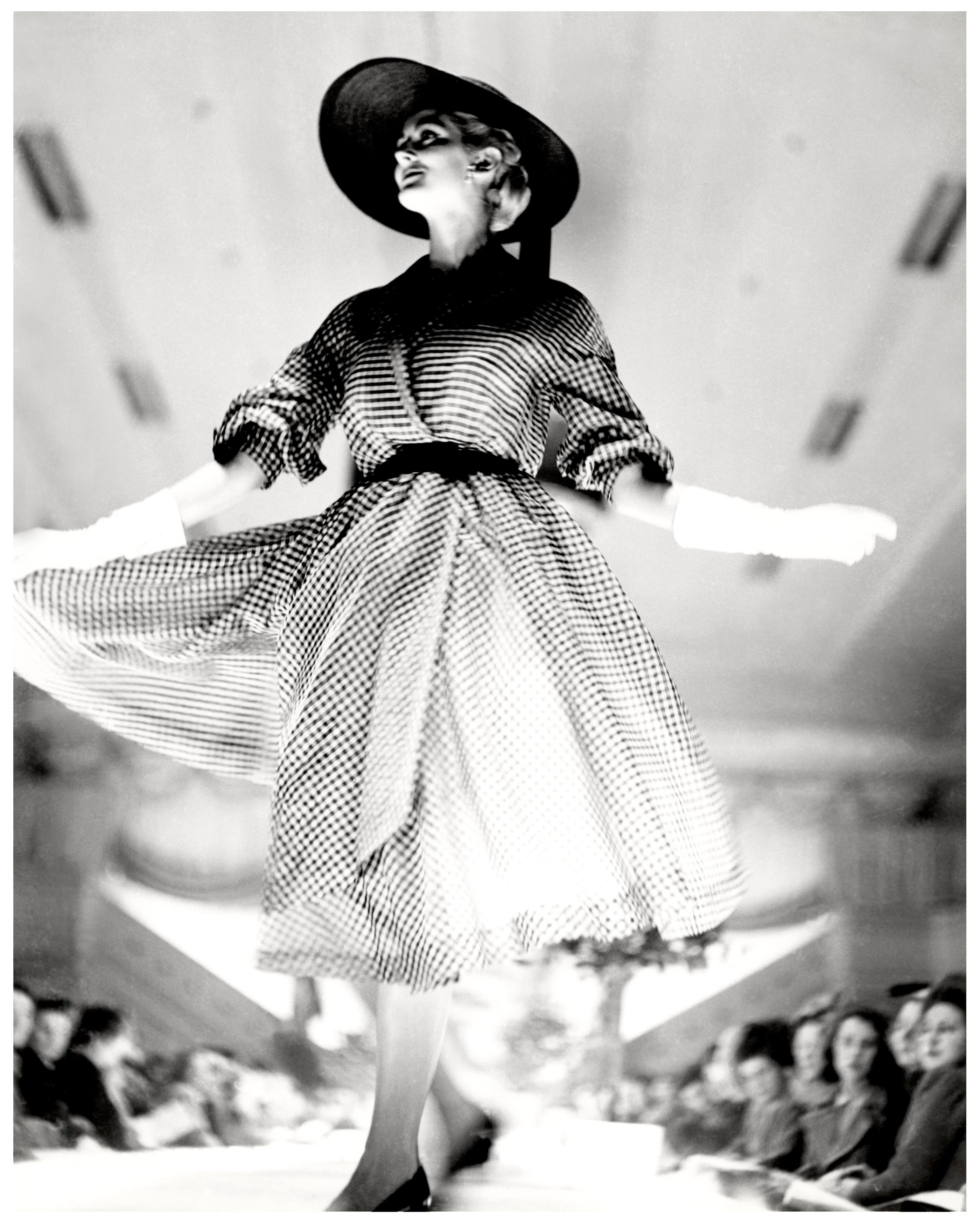
Sfilata del 1950. American Fashion Parade, Sydney.

Identificativi dello stile vintage anni cinquanta sono le gonne, a sigaretta oppure, all'opposto, quelle a ruota per esaltare le forme femminili a clessidra. Diventa famoso anche l'abito “da cocktail”. A caratterizzare il prêt-à-porter e la creazione degli abiti di uso quotidiano è il look casual e pratico fatto di pantaloni capri e maglioni lavorati, sdoganati dall'attrice e icona Audrey Hepburn. Per quanto riguarda gli accessori, i più iconici sono le ballerine, le cinture larghe, i bijoux di bigiotteria, i guanti e i fascinator.
Le icone da cui si trae ispirazione per ricreare lo stile degli anni cinquanta sono, tra le altre, Grace Kelly, Sophia Loren, Marilyn Monroe e Brigitte Bardot.

#### Anni 1960

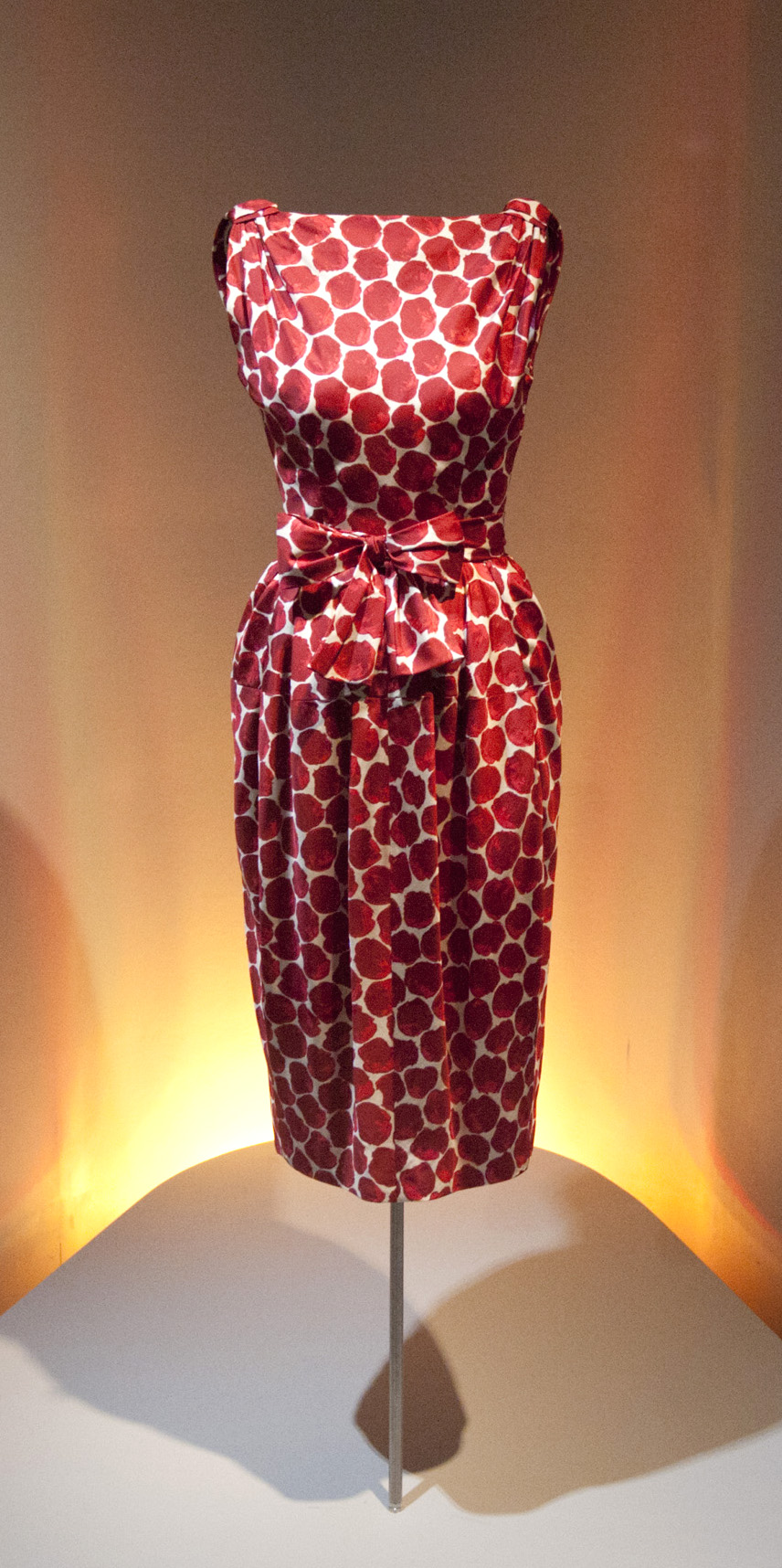
Vestito di Balenciaga rappresentativo dello stile vintage anni sessanta

Lo stile degli anni sessanta è molto variegato e sono diverse le tendenze a cui ci si ispira quando si vuole ricreare lo stile vintage di quell'epoca, tendenze che riflettono i diversi gruppi sociali del tempo. Gli stili più ripresi sono quelli delle subculture:
- Mod: subcultura che si caratterizza per la minigonna (la cui inventrice è considerata Mary Quant), l'abito a trapezio, le stampe geometriche e optical, i maglioni a collo alto e la maglia aderente a costine.[19] Caratteristici sono i foulard, le ballerine e i gioielli grandi e colorati. Per la moda maschile viene spesso ripreso il cosiddetto look “Teddy”, fatto di camicie con colletto abbottonato, maglioni di cachemire o lana e cravatte molto sottili. Le icone rappresentative sono Twiggy, Audrey Hepburn e anche Jacqueline Kennedy.[20]
- Rock: subcultura il cui abbigliamento si caratterizza per le giacche in pelle nera abbinate ai jeans e a stivali pesanti.[20]
- Hippy: il look degli Hippie era fortemente influenzato dalla loro volontà di esprimere sé stessi e i loro valori “ribelli” nel clima del dopoguerra. Caratteristici sono i jeans a zampa d'elefante, i jeans a vita bassa, le bandane, i nastri nei capelli e i motivi floreali e multicolore.[20] Una delle icone rappresentative è stato Jimi Hendrix.[20] Gli stili degli anni sessanta sono ben rappresentati dalle maggiori icone della musica come i Beatles e i Rolling Stones.[20]

#### Anni 1970

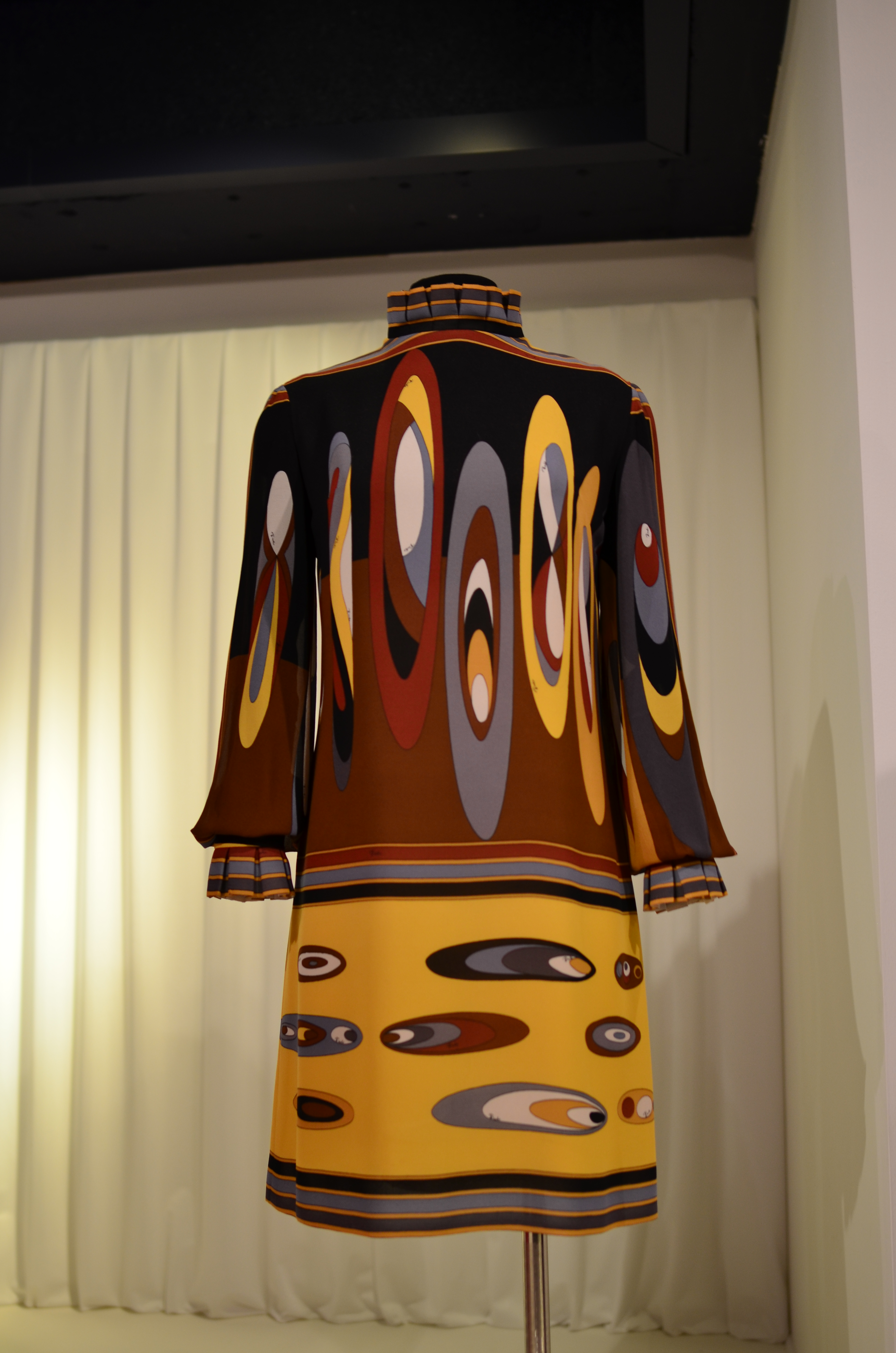
Cocktail dress di Emilio Pucci del 1970

Anche agli anni settanta sono associati differenti subculture e tendenze:
- Hippie: pantaloni a zampa, maxi gonne, fantasie tie-dye e psichedeliche, jumpsuit, frange, gilet e l'utilizzo del suede.[21] Tra le icone rappresentative Janis Joplin.[21]
- Disco: abbigliamento tipicamente associato all'ambiente delle discoteche degli anni settanta e sdoganato da icone come i Bee Gees e i protagonisti del film La febbre del sabato sera.[22]
- Glam rock': per la moda femminile sono tipici i pantaloni in raso o in denim a vita alta e svasati, l'impiego di paillettes e piume applicati specialmente sulle spalle. Una delle icone più esemplificative dello stile glam rock è David Bowie.[22]
- Punk: stile caratterizzato da vestiti dal taglio destrutturato e dall'effetto usato, spesso abbellito da catene, borchie e spille da balia. Tipici sono i capi in pelle e in disegno tartan.[22]

#### Anni 1980
Gli anni ottanta sono caratterizzati da stili molto eterogenei. Dai capi casual in stile sportivo allo stile preppy caratterizzato da polo e pantaloni cachi, dai vestiti dai colori vivaci agli abiti glamour di paillettes e alle giacche dalle spalle importanti, dalle cinture alte e colorate alle scarpe dal finish metallico.
È stato il decennio che ha visto il boom dell'acquisto di borse a tracolla e clutch e la nascita di borse come la Birkin di Hermès nel 1984. Tra le più desiderate anche la borsa trapuntata di Chanel.

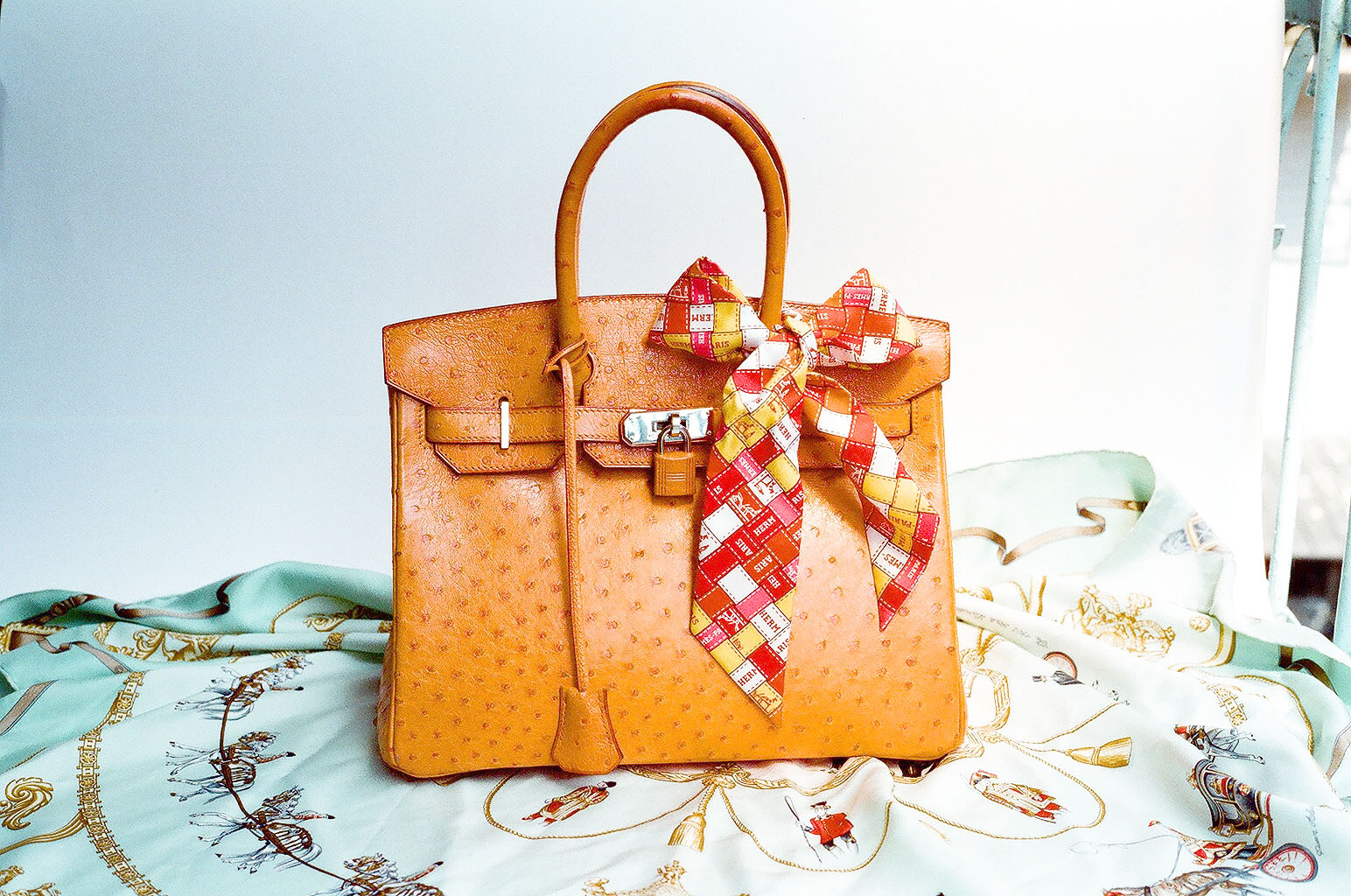
La borsa Birkin di Hermès, nata negli anni ottanta, è rimasta anche in seguito una delle più in voga

##### Influenza dei media

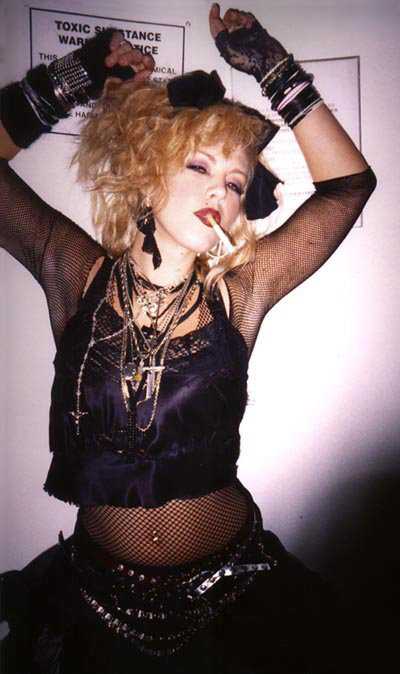
Stile anni ottanta tratto dall'icona di stile della cantante Madonna

In tal senso un'influenza fondamentale è stata quella operata dai programmi e dalle serie TV dell'epoca: Dynasty, Miami Vice e Dallas sono quelle più iconiche spesso fonte d'ispirazione dello stile vintage anni ottanta.
A diventare tipico dello stile anni ottanta è anche l'abbigliamento utilizzato per l'esercizio fisico e per la palestra: i video di esercizi fitness all'epoca famosi e film ormai cult come Flashdance, hanno sdoganato l'utilizzo di leggings, body dai colori spesso sgargianti abbinati a maglioni oversize.

##### Influenze musicali
Specialmente in Inghilterra e negli Stati Uniti la moda è stata fortemente influenzata dal panorama musicale e sono nati i filoni punk e rock, caratterizzati da giacche in pelle nera, borchie, t-shirt delle band più in voga, e il filone pop, che ha visto gonne oversize con leggings al ginocchio, guanti di pelle o pizzo, orecchini importanti.
Tra le icone principali del mondo della musica Madonna e Michael Jackson.

#### Anni 1990
Anche lo stile vintage anni novanta è variegato e risente di differenti influenze.
Rappresentativi della moda giovanile e dello street wear dell'epoca sono i jeans a vita alta, magliette oversize, t-shirt infilate nei pantaloni o, al contrario, maglie “crop top” fino all'ombelico, choker, bomber, anfibi, stampe a quadri, tute da ginnastica e occhiali piccoli e tondi. Nel XXI secolo i brand hanno rivisitato i loro capi e accessori d'archivio e sono ritornate in voga le sneakers Fila, le Converse e hanno ritrovato lustro marchi come Champion, Tommy Hilfiger e Juicy Couture.
A spopolare sono stati anche i jeans, nello specifico diventano iconici di Levi's Strauss. Il brand creò i primi jeans da donna nel 1934, divenuti poi un'icona senza tempo. Le differenze principali tra un jeans moderno e uno vintage sono due: la tela e il fit. La tela vintage è più spessa, quella moderna è più sottile e spesso mista a elastico, per renderla più confortevole. Il fit di una volta era più maschile e largo, mentre con gli anni è diventato più femminile e moderno.
A influenzare lo stile degli anni novanta sono stati, specialmente per la cultura e lo stile giovanile, i protagonisti delle serie TV Beverly Hills 90210 e Friends, e il gruppo musicale delle Spice Girls. Icone dello stile vintage anni novanta sono anche le top model Linda Evangelista, Cindy Crawford e Naomi Campbell e, nel mondo del cinema e della TV, le attrici Julia Roberts, Jennifer Aniston e Gwyneth Paltrow.
Tipicamente anni novanta sono anche lo stile grunge, che riproduce l'effetto trasandato e, al suo opposto, lo stile raver, stravagante ed esagerato, nato in Inghilterra e in Francia, fatto di t-shirt oversize, tute da ginnastica cangianti, piercing e scarpe platform.

### Pettinature

#### Anni 1920 - 1930
I principali look degli anni venti sono: il caschetto classico con frangia, i gioielli come inserti nei capelli, fingerwaves, onde piatte e lo chignon Charleston. Il decennio 1920-1930 introduce due grandi cambiamenti nell'ambito tecnologico: il primo asciugacapelli manuale, che sostituisce gradualmente i precedenti phon in acciaio e zinco, pesanti e ingombranti, e il miglioramento per le macchine della permanente.

#### Anni 1930- 1940
Troviamo l'utilizzo di permanenti e grandi volumi per i capelli, che andavano di moda tagli corti ma scalati, rispetto al taglio netto degli anni precedenti. Dopo la prima guerra mondiale le donne cominciarono a portare i capelli corti, una vera rivoluzione per quei tempi, nasce così il taglio “Bob”.

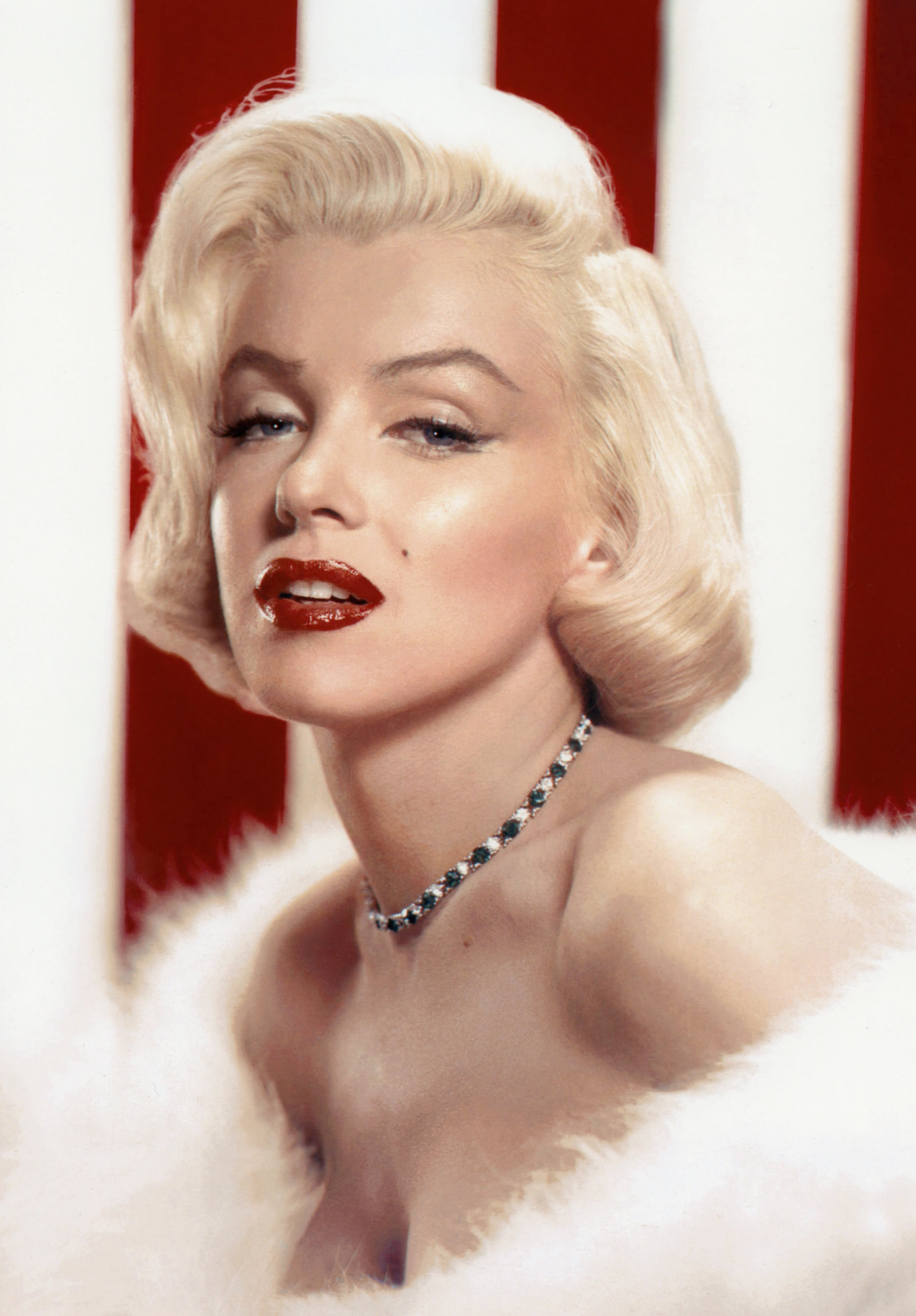
Marilyn Monroe negli anni cinquanta

#### Anni 1940– 1950
Tornano di moda i capelli lunghi, raccolti nei lati con onde voluminose, create grazie i bigodini. Tagli corti o di media lunghezza, le acconciature lasciano il collo scoperto. La scelta di queste acconciature era per evitare Il rischio d'intrappolare i capelli nelle macchine da lavoro, per questa motivazione troviamo la diffusione di boccoli, ricci, retine per capelli e turbanti. Nasce Il turbante delle pin up.

#### Anni 1950– 1960
I capelli mostrano ricci scolpiti e vaporosi, che cadono a cascata in un look hollywoodiano. Attraverso la permanente o all'utilizzo del ferro arricciacapelli, le ciocche vengono arricciate solo dalle semi lunghezze alle punte, o fatte cadere sulle spalle. I capelli a onde, nati negli anni venti, tornano negli anni cinquanta con i riccioli scolpiti, alla Marilyn Monroe. In questo periodo troviamo anche lo chignon a banana, simbolo di Grace Kelly: uno chignon fissato con forcine, voluminoso nella parte superiore. Il biondo platino di Marilyn Monroe e Grace Kelly influenza l'intera generazione, diventando una colorazione iconica. La vera novità per le acconciature femminili è però il taglio maschile, che veicola una visione della donna completamente diversa, ma è, al contempo, simbolo d'indipendenza.

#### Anni 1960– 1970

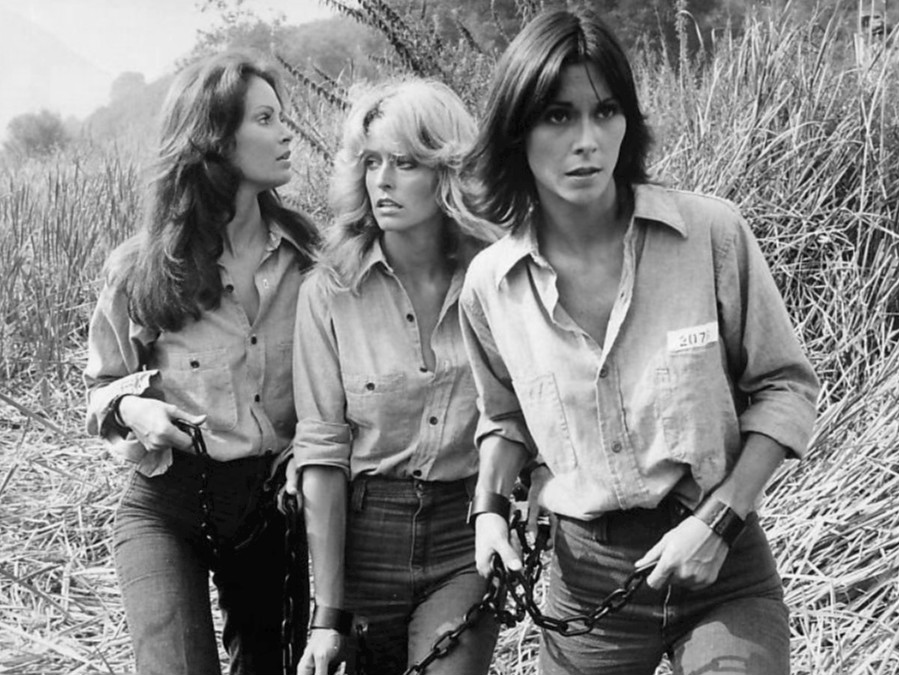
Le protagoniste di Charlie's Angels, popolare serie televisiva del 1977

Raccolti e semi raccolti, ampi e strutturati, bombati nella parte più alta della testa, con frange medio-lunghe, riga al centro o laterale. Gli anni sessanta riprendono a privilegiare tagli ultra-femminili. I capelli cotonati, il volume ampio con acconciature extralarge e brushing oversize e lo chignon spettinato. È l'acconciatura per eccellenza di quell'epoca, diventata di culto grazie a Brigitte Bardot. L'accessorio trendy è la fascia da portare su capelli sciolti o su un brushing con le punte verso l'esterno e una frangia piena, con la fascia al centro della testa.

#### Anni 1970– 1980
Capelli sciolti, simbolo di libertà e tipica capigliatura del movimento hippie. Le frange con la riga laterale o centrale sono scalate, così come l'intera lunghezza dei capelli, rigorosamente naturali e sciolti. Una chioma voluminosa, con morbide onde, vaporosa. La lunghezza è media, la riga centrale è ben marcata e la frangia si trasforma in un ciuffo laterale. Stile “flicked” che deriva da Jill Munroe che apparteneva alle Charlie's' Angels.

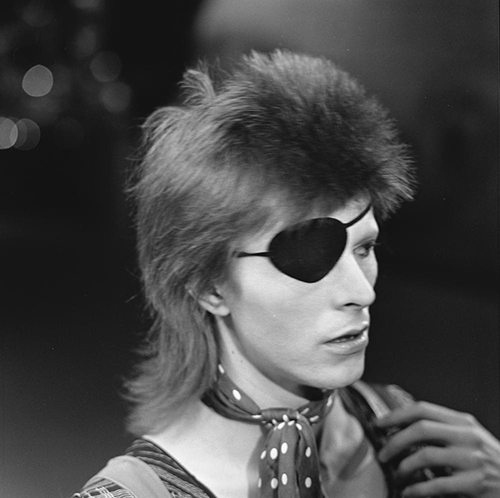
Il cantante David Bowie nel 1974

#### Anni 1980– 1990
Negli anni ottanta i capelli sono cotonati al massimo per un volume esagerato. Il taglio è corto davanti e sui lati e lungo dietro. Questo taglio in origine maschile, stile David Bowie, è stato poi adottato dalle donne. La permanente ha avuto il suo apogeo negli anni ottanta.

### Nuove collezioni
Il vintage è un trend che nel ventunesimo secolo è sempre più in voga e anche gli stilisti delle maggiori maison e brand di moda stanno lanciando collezioni di abiti e accessori ispirati ad alcuni pezzi iconici che hanno caratterizzato i decenni precedenti. Anche le maison di alta moda e di haute-couture traggono sempre più ispirazione dai propri archivi, riscoprendo e riproponendo nelle loro linee design del passato.

### Elettrodomestici
Oggi sempre più aziende produttrici di elettrodomestici creano linee di prodotti in stile vintage e rétro che riproducono nei loro design, forme e colori gli elettrodomestici degli anni cinquanta. Negli anni novanta, Smeg è stata una delle prime aziende a produrre frigoriferi in acciaio bombati e dai colori pastello, celebrativi degli anni cinquanta e simbolo del boom economico. Gli elettrodomestici in edizione limitata creati in collaborazione con grandi firme come Dolce & Gabbana sono diventati oggetti iconici da collezione.

## Audiovisivo

### Vintage Mood
Vintage è una tendenza che ha avuto un riscontro in diversi ambiti soprattutto a livello transmediale, come ad esempio all'intento della fotografia, con l'utilizzo di filtri, nella moda o nei videogame.  Ad esempio, il retrogame è un'esperienza ludica in cui un player che non ha mai avuto una esperienza diretta con il gioco creato negli anni precedenti si ritrova a poter fare per la prima volta una tale esperienza.
Lo stile vintage utilizza il principio dell'asincronia, lavorando su due piani, passato e presente, che sono in relazione e che si compenetrano tra loro. Possiamo chiamare tale aspetto vintage mood. Il vintage mood è utilizzato a livello transmediale perché c'è desiderio da parte dei fruitori di avere questo collegamento tra i due mondi, presente e passato. Ne è un esempio la serie Netflix Stranger Things, che è stata studiata non per un unico target, ma sia per chi ha vissuto negli anni ottanta - i teenage di quel tempo - e per i teenager di oggi. Questa strategia gioca sulle modalità di attivazione della memoria da parte degli spettatori.
Il vintage mood è una strategia che lavora su tre livelli:
- Esercizio di stile che riguarda la dimensione espressiva e stilistica, come il registro linguistico, le strategie di montaggio, la focalizzazione, il sonoro o le modalità di inquadrature tipiche di quel periodo, la ricerca del lessico specifico del tempo passato come stile espressivo.[41]
- Operazioni filologiche: elementi che vanno a recuperare gli scenari le ambientazioni che caratterizzavano l'epoca, il passato come scenario della narrazione[41].
- Riletture: il passato viene utilizzato come pretesto per una rilettura della contemporaneità.[41]

La strategia è stata applicata ad alcune serie televisive, come ad esempio Stranger Things, Mad Men, Glow, The Americans.

### Videogiochi
Il vintage game è un'esperienza ludica basata sulla possibilità di giocare a videogiochi del passato usando i dispositivi della contemporaneità. L'esperienza permette di assumere una prospettiva di fruizione legata al recupero di prodotti mediali che appartengono anche a epoche diverse, che gli utenti non hanno vissuto direttamente, ma di cui hanno solo sentito parlare, e con cui, proprio per questo, vogliono confrontarsi.

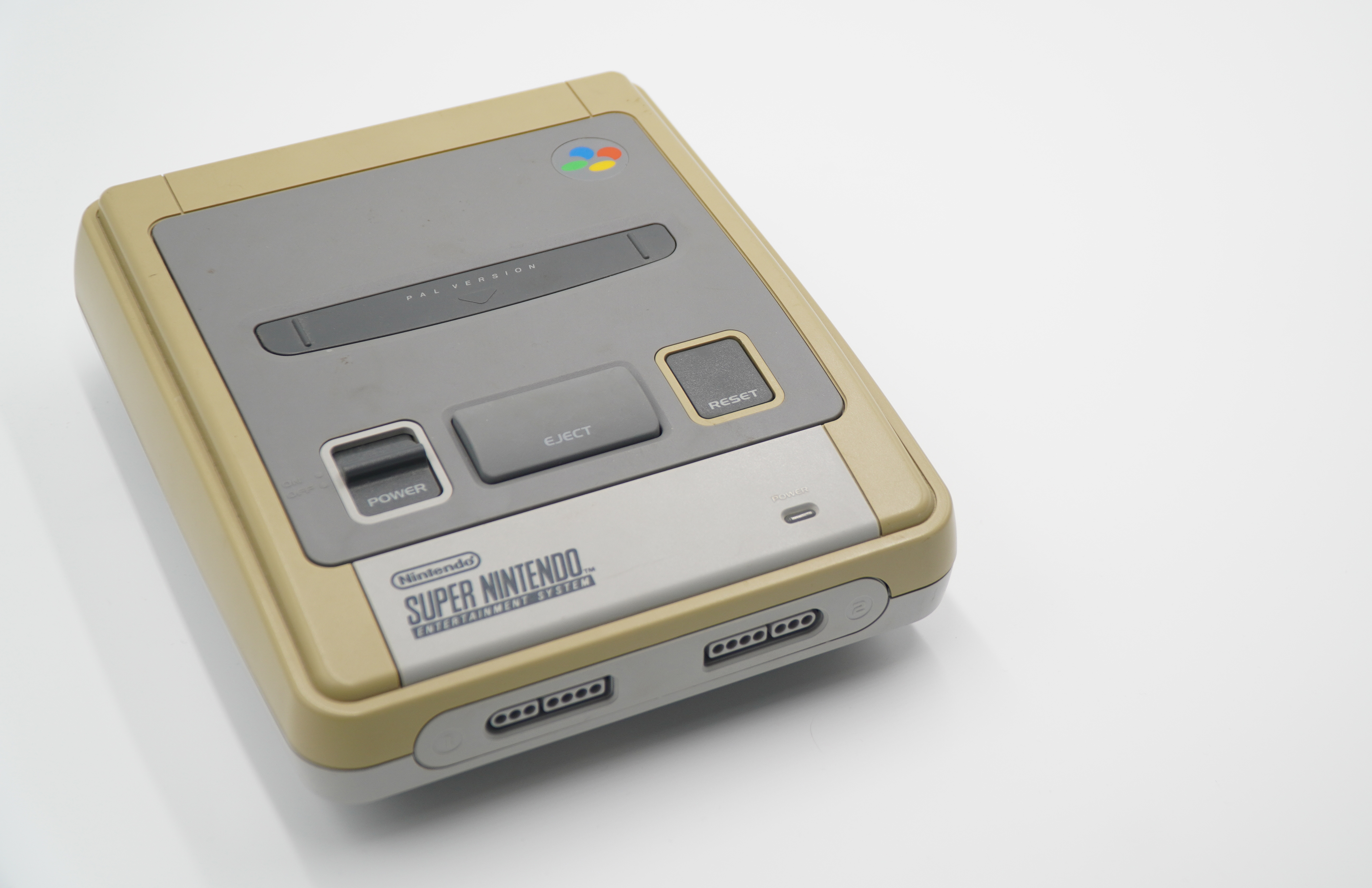
Il Super Nintendo Entertainment System una delle più iconiche console vintage

Questa pratica, detta anche retrogaming, si articola in tre differenti modalità:
- Vintage retrogaming: consiste nella fruizione del gioco sull' hardware (console o pc) originale per il quale era stato pubblicato, come cabinati arcade, console casalinghe o portatili, cartucce o dischi originali e periferiche di gioco (controller, joypad)[43]. Si tratta di oggetti che assumono un forte valore di collezionismo per gli appassionati, tanto da far nascere un vero e proprio mercato parallelo, negozi fisici e online, per acquistare hardware e software originali.[44]
- Emulazione dell'hardware.
- Recupero dei giochi tramite il processo di porting[45].

### Musica
La tendenza allo stile vintage è nata anche nel mercato della musica e prodotti prima in disuso ora ritornano di moda grazie all'amore rinnovato per lo stile rétro e alla nostalgia crescente per i decenni passati.

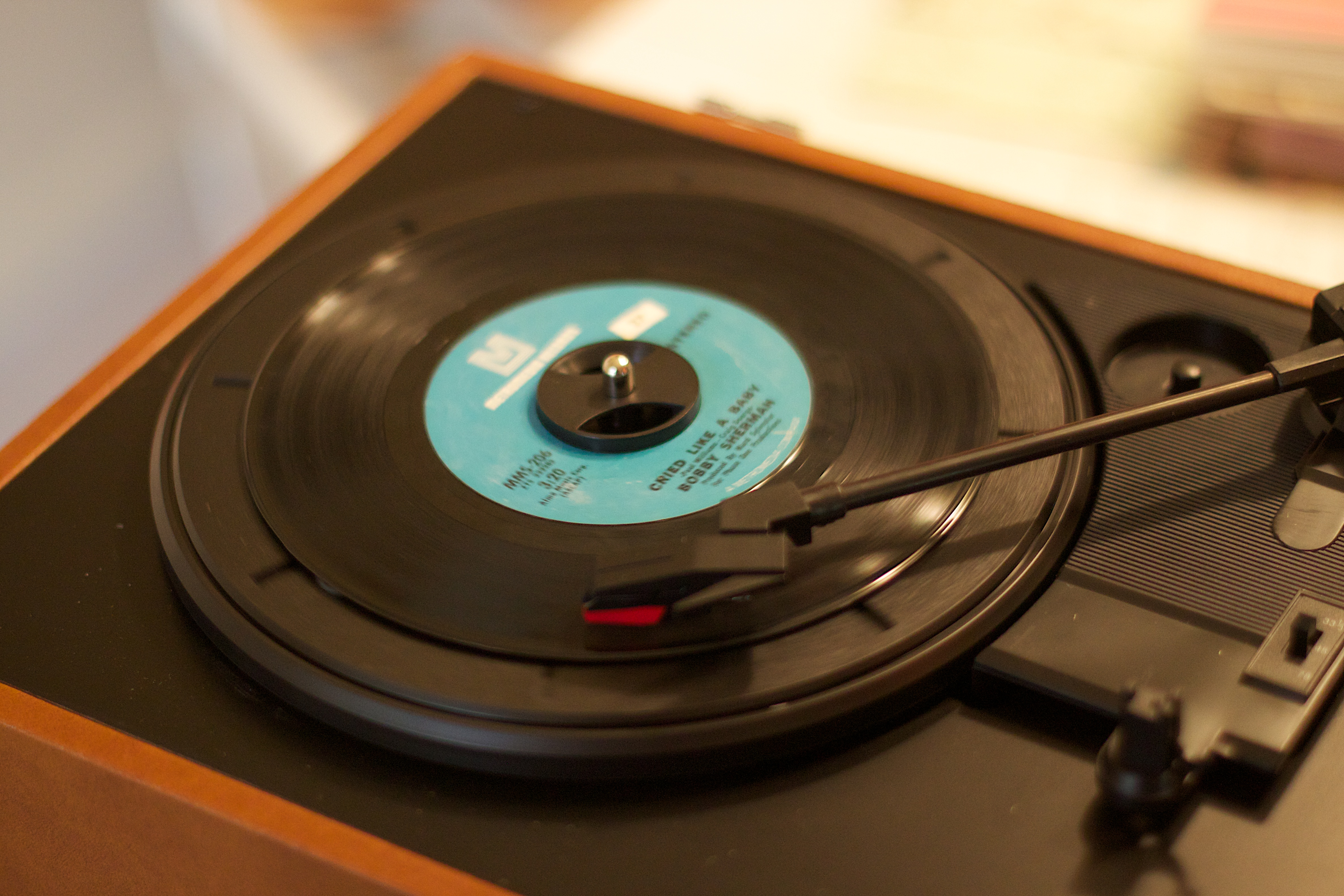
Moderno giradischi

- Giradischi e vinili: il giradischi è una delle tecnologie ritornate più in voga nel XXI secolo ed è tornata in produzione spesso associando alla possibilità di ascoltare dischi LP anche l'opzione bluetooth e la possibilità di ascoltare tracce digitali, ma sempre mantenendo un'estetica rétro. Di pari passo è stata la produzione di LP.[46] Nel primo trimestre del 2021, dopo 30 anni, la vendita di dischi in vinile in Italia ha superato quella dei CD, arrivando a crescere del 121%.[46] Visto il crescente trend, un numero sempre maggiore di artisti sceglie di proporre i propri nuovi album anche in versione LP o che decidono di ristampare e remasterizzare le edizioni originali di album del passato.[46]
- Jukebox: con la nuova produzione di vinili, sono ritornati in produzione anche i jukebox, che a livello estetico sono una riproduzione perfetta di quelli del passato e che, allo stesso modo, permettono di ascoltare i dischi in formato 45 giri e di contenerne settanta.[47] I moderni jukebox però sono dotati di moderne tecnologie grazie alle quali le canzoni possono essere scelte a distanza e possono essere ascoltate tracce audio connettendo il proprio pc o smartphone grazie alla connessione bluetooth.[47] Nel 2017 l'azienda Crosley, storica azienda produttrice di jukebox, ha realizzato un'edizione limitata di soli 16 jukebox Vinyl Rocket da collezione per la cifra di 12000 dollari l'uno.[47]

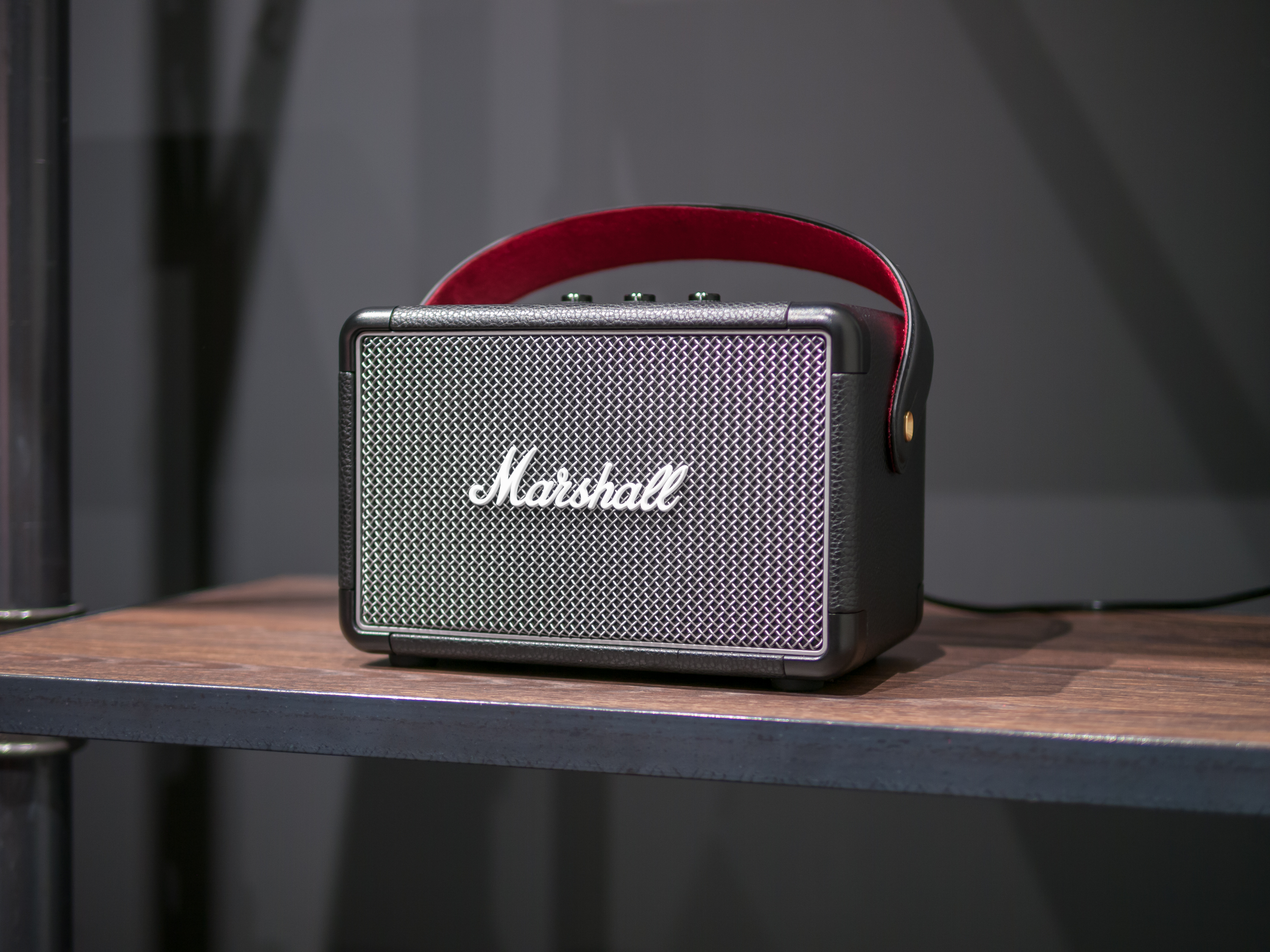
Speaker bluetooth Marshall in stile rétro

- Casse audio: in stile vintage vengono prodotti anche alcuni speaker per amplificare la musica che riproducono un'estetica rétro ma hanno tutte le potenzialità offerte dalle tecnologie moderne e digitali. Tra le più famose vi sono le casse prodotte dall'azienda Marshall.[48]

## Oggetti d'annata
Il termine vintage in principio era utilizzato per indicare i vini vendemmiati nelle annate migliori. Da tale accezione è nata l’espressione "d’annata", che è stata poi applicata a oggetti di vario genere non necessariamente legati alla sfera vinicola. In linea generale, gli oggetti vintage sono quelli che, pur essendo prodotti antichi e del passato, mantengono le caratteristiche, le qualità, le funzionalità e a volte anche il fascino e l’estetica superiori a oggetti della produzione contemporanea a cui possono essere paragonati e associati.
Nell’ambito musicale, vengono definiti vintage gli strumenti musicali considerati di culto per via della loro produzione che, in particolari annate, è particolarmente riuscita e di successo, oppure per via della qualità dei legni maggiormente stagionati impiegati per realizzarli. Infatti, più i legni sono fatti essiccare, maggiore è la qualità in termini di risonanza acustica che gli strumenti stessi acquisiscono rispetto a quelli prodotti successivamente e correntemente. Inoltre la stagionatura fa sì che spesso il prezzo stesso dello strumento vintage aumenti e sia maggiore rispetto a quello delle nuove produzioni.
Tale termine può indicare anche degli oggetti che, sebbene non più funzionanti e utilizzabili, hanno la funzione di testimonianza storica e diventano rarità, esemplari o capolavori definiti oggetti da museo.

## Limited edition
È definito limited edition un prodotto che fa parte di una produzione ristretta di oggetti realizzati in quantità esigua e che si differenziano per le loro differenze estetiche, più esclusive, di un particolare articolo. Pertanto tali oggetti sono posseduti da un numero circoscritto e ristretto di persone.
Tale definizione può riferirsi a varie tipologie di prodotti oltre a quelli facenti parte del mondo della moda, come libri, stampe, videogiochi, automobili, orologi e altri prodotti.
A volte un'edizione limitata implica l'impiego di materiali più pregiati rispetto a quelli utilizzati per la realizzazione di modelli standard, il che fa sì che spesso i prezzi di tali prodotti siano superiori e li rendano ancora più esclusivi.

### Limited edition marketing
La realizzazione di prodotti in edizione limitata rappresenta una specifica strategia commerciale che conferisce ai prodotti i caratteri di esclusività e di appartenenza a una stretta cerchia di fortunati che li hanno acquistati. Infatti, le particolari varianti degli oggetti in limited edition sono rese disponibili e acquistabili per un periodo limitato di tempo e solo in uno specifico numero di oggetti realizzati che si differenziano dalle edizioni o dai modelli standard nello stile o nel packaging. Il risultato è la crescita della desiderabilità dei prodotti e la creazione nel consumatore dell'urgenza all'acquisto immediato prima che essi si esauriscano.
I prodotti diventano ancora più ambiti quando fanno parte di edizioni limitate che possono vedere la collaborazione di diversi brand.
Le “capsule collection” in limited edition sono infatti una strategia di marketing funzionale a garantire il successo di marchi non di lusso che, affiliandosi a grandi brand, ne ottengono un ritorno a livello di immagine e vendite.

### Limited edition e vintage
Il meccanismo alla base delle limited edition ha una rilevanza nel marcato dei prodotti vintage, tanto che è nato il cosiddetto vintage marketing, una branca delle strategie di mercato che si fa forte del desiderio dei consumatori di possedere oggetti esclusivi del passato e del loro sentimento nostalgico verso i tempi passati. Infatti consiste nella realizzazione prodotti in edizione limitata che mantengono l'anima originale di quelli già presenti sul mercato e che vengono distribuiti nella contemporaneità, ma apportando particolari variazioni che richiamano le estetiche del passato e dei modelli originali che hanno portato un brand al successo.
Nascono così delle vere e proprie operazioni strategiche di heritage marketing che, facendo leva sull'esclusività di determinati oggetti realizzati in epoche passate e che sono ormai di difficile o scarsa reperibilità, creano prodotti nuovi ma connotati dall'aura mitica di un passato glorioso.
In questo modo viene coinvolta la fetta di fruitori che acquistano i prodotti del brand in epoca moderna e di coloro che hanno utilizzato tali prodotti in passato e che vedono riproposti dei prodotti iconici che hanno una determinata storia alle spalle.

## Mercato del vintage

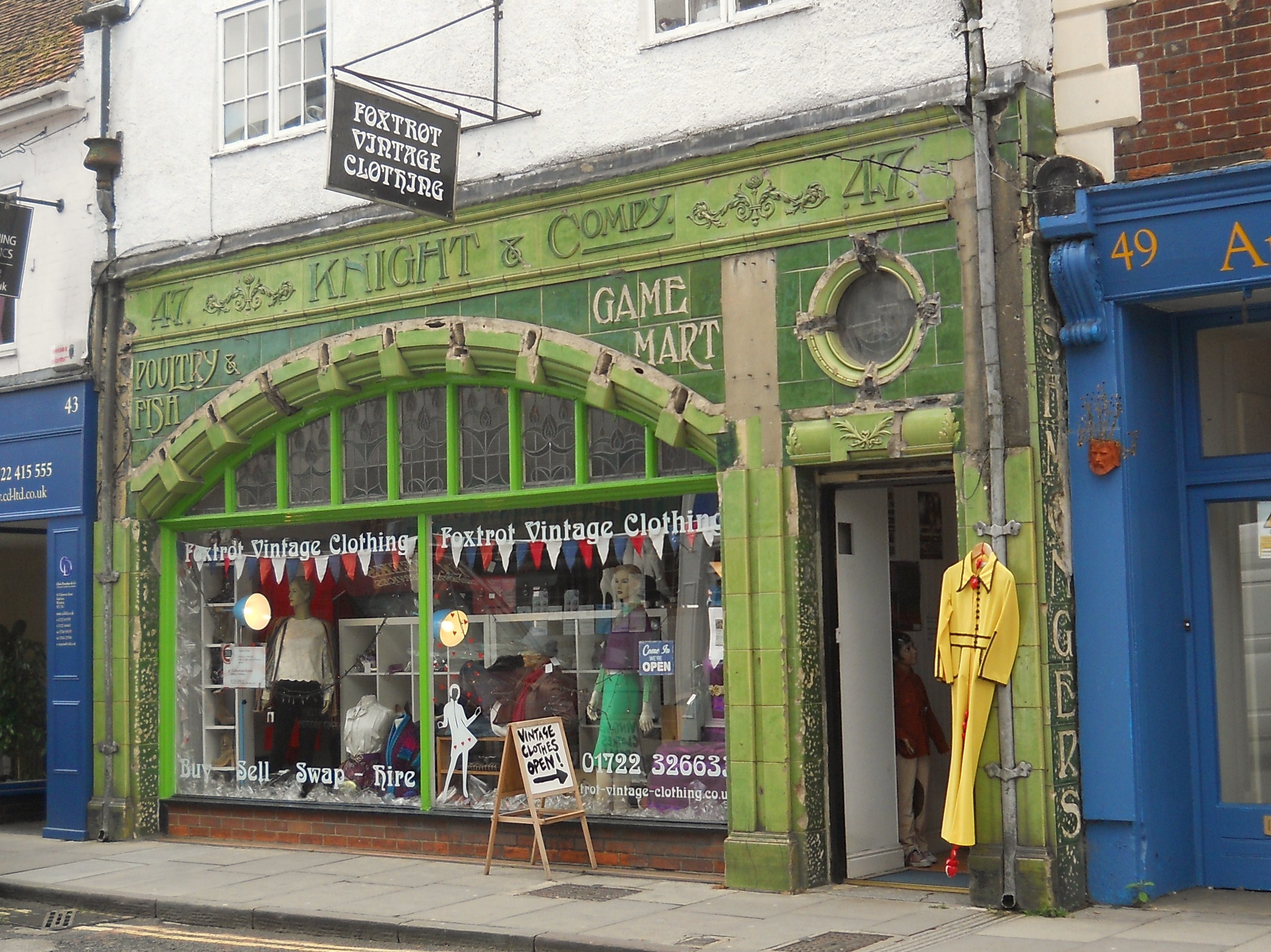
Un negozio vintage di Londra

Parlando di vintage ciò che, immediatamente, affiora alla mente sono i mercatini che si tengono periodicamente nelle città. Accanto a questi, in diverse città sono però presenti anche negozi fisici che vendono esclusivamente vintage, presentando sezioni e fasce di prezzo definite, e offendo ai clienti non solo capi firmati e di lusso ma anche capi privi di brand. Accanto ad essi, poi, vi sono anche negozi che vendono contemporaneamente abbigliamento di seconda mano e capi vintage. Questi negozi presentano solitamente fasce di prezzo più ampie rispetto ai negozi che vendono esclusivamente vintage, incontrando le esigenze di una clientela più variegata. Infine, il diffondersi di nuove tecnologie ha permesso l'acquisto di capi e oggetti vintage anche online. Ecco dunque, negozi fisici, online, bazar ed applicazioni in cui è possibile reperire un capo vintage, ma anche venderlo.

## Sostenibilità
La sostenibilità rispetto ai consumi dell'industria della moda rappresenta uno dei maggiori punti di forza nell'acquisto di prodotti vintage e di seconda mano.
Infatti la moda è una delle industrie con il maggiore impatto ambientale e sociale.

### Impatto sociale ed ambientale
A livello sociale, l'impatto dell'industria della moda è particolarmente elevato. Molti lavoratori dell'industria tessile lavorano in condizioni non adeguate, in termini igienico-sanitari, di sicurezza sul lavoro, e di salario, ricevendo stipendi al di sotto degli standard minimi. Anche da un punto di vista ambientale, le problematiche di questa industria sono rilevanti: ogni anno si assiste a una perdita quantificabile in circa 500 miliardi di dollari dovuta allo scarso utilizzo e riciclo degli indumenti. L'industria tessile provoca, inoltre, 1,2 miliardi di tonnellate di emissioni ogni anno e versa negli oceani circa mezzo milione di tonnellate di microplastiche.
In termini di costo, comprare prodotti vintage rappresenta una soluzione che coniuga qualità e prezzo in modo vantaggioso. Facendo ricorso a tale abitudine di consumo, è possibile acquistare a prezzi maggiormente competitivi rispetto a quelli iniziali, prodotti realizzati con materiali di qualità, spesso in fibre naturali e spesso più resistenti, grazie anche dal fatto che nei decenni precedenti la qualità dei prodotti era mediamente migliore a quella odierna.

### Commercio sostenibile
La scelta dell'acquisto di un capo vintage, dà la possibilità di restituire una seconda vita ad un capo, ma allo stesso tempo diminuisce gli sprechi in termini di risorse naturali e produttive, necessarie alla produzione degl'indumenti stessi. La crescita sempre più forte del mercato del vintage, specialmente nelle generazioni più giovani, non è data solo dal rifiuto dell'omologazione e dalla volontà di contrapporsi al fenomeno del fast fashion, ma nasce dal desiderio di una moda più sostenibile ed attenta all'ambiente. L'acquisto di abiti vintage tende ad incoraggiare una forma di economia circolare.